# می‌دانم تابستان پیش چه کردی
می‌دانم تابستان پیش چه کردی (به انگلیسی: I Know What You Did Last Summer) فیلمی ترسناک است که در سال ۱۹۹۷ ساخته شده‌است. با بازی جنیفر لاو هیوت، سارا میشل گلر، رایان فیلیپ و فردی پرنز جونیور با نویسندگی کوین ویلیامسون، این فیلم از روی رمانی به همین نام ساخته شده‌است. برای این فیلم تاکنون دو دنباله به نام‌های هنوز یادمه تابستان پیش چه کردی و همیشه یادم می‌ماند که تابستان پیش چه کردی ساخته شده‌است.

## خلاصه داستان
چند جوان برای تفریح به یک سفر جمعی می‌روند آن‌ها در بین راه با یک نفر تصادف می‌کنند وقتی که فکر می‌کنند او مرده‌است او را به حال خودش رها می‌کنند غافل ازاینکه او نمرده و سال بعد برای انتقام باز میگرددو….

## جوایز
| سال  | مراسم                                      | رده                                                                        | نتیجه        |
| ---- | ------------------------------------------ | -------------------------------------------------------------------------- | ------------ |
| ۱۹۹۷ | انجمن آهنگسازان، پدیدآوران و ناشران آمریکا | Top Box Office Films، جان دبنی                                             | فقط نامزد شد |
| ۱۹۹۸ | جایزه ساترن                                | بهترین فیلم ترسناک                                                         | فقط نامزد شد |
| ۱۹۹۸ | بلاکباستر                                  | Favorite Female Newcomer, Favorite Actress، جنیفر لاو هیوت                 | برنده شد     |
| ۱۹۹۸ | بلاکباستر                                  | Favorite Supporting Actress - Horror، سارا میشل گلر                        | برنده شد     |
| ۱۹۹۸ | بلاکباستر                                  | Favorite Actor - Horror، فردی پرینز                                        | فقط نامزد شد |
| ۱۹۹۸ | بلاکباستر                                  | Favorite Actress - Horror، جنیفر لاو هیوت                                  | فقط نامزد شد |
| ۱۹۹۸ | بلاکباستر                                  | Favorite Supporting Actor، رایان فیلیپ                                     | فقط نامزد شد |
| ۱۹۹۸ | IHG Award                                  | Best Movie                                                                 | فقط نامزد شد |
| ۱۹۹۸ | جایزه سینمایی ام‌تی‌وی                       | Best Breakthrough Performance، سارا میشل گلر                               | فقط نامزد شد |
| ۱۹۹۸ | جایزه هنرمند جوان                          | Best Performance in a Feature Film - Leading Young Actress، جنیفر لاو هیوت | فقط نامزد شد |

Awards & Nominations for "I Know What You Did Last Summer" at IMDb